# Store Styggedalstinden
Store Styggedalstinden – szczyt w Górach Skandynawskich. Leży w Norwegii, w regionie Sogn og Fjordane. Należy do pasma Jotunheimen. Jest czwartym pod względem wysokości szczytem Norwegii. Ma dwa wierzchołki: 
- wschodni - 2387 m,
- zachodni - 2370 m.

Pierwszego wejścia dokonali Carl Christian Hall i Mattias Soggemoen 6 sierpnia 1883 r.